# 25333 Britwenger
25333 Britwenger è un asteroide della fascia principale. Scoperto nel 1999, presenta un'orbita caratterizzata da un semiasse maggiore pari a 2,3115293 UA e da un'eccentricità di 0,1717966, inclinata di 4,85190° rispetto all'eclittica.